# USS Beloit
Pour les articles homonymes, voir Beloit.
L'USS Beloit (LCS-29) est un littoral combat ship de classe Freedom de l’United States Navy. Il sera le premier navire en service naval nommé d’après Beloit (Wisconsin). Cela honore les contributions de Beloit à l’US Navy, en particulier les moteurs construits dans son usine Morse de Fairbanks, y compris le propre groupe motopropulseur de l’USS Beloit,,.

## Conception
En 2002, l’US Navy a lancé un programme visant à développer le premier d’une flotte de littoral combat ships. La Navy a d’abord commandé deux navires monocoques à Lockheed Martin, qui sont devenus connus sous le nom de navires de combat côtiers de classe Freedom d’après le premier navire de la classe, l’USS Freedom,. Les navires de combat côtiers aux numéros impairs de l’US Navy sont construits en utilisant la conception monocoque de classe Freedom, tandis que les navires aux numéros pairs sont basés sur une conception concurrente à coque trimaran, la classe Independence de General Dynamics. La commande initiale de navires de combat côtiers concernait un total de quatre navires, dont deux de la classe Freedom. L’USS Beloit est le quinzième navire de combat côtier de classe Freedom à être construit.

## Carrière
Fincantieri Marinette Marine a remporté le contrat de construction de l'USS Beloit le 18 septembre 2018,. Il a été baptisé et mis à l’eau le 7 mai 2022 au chantier naval de Marinette (Wisconsin). Sa devise est Forward for Freedom. La marraine du navire est le major général Marcia Anderson, née à Beloit (USAR). Aujourd’hui à la retraite, elle a été la première femme afro-américaine à atteindre le grade de major-général dans l’US Army, l’US Army Reserve et l'US Army National Guard.